# La Lecture (Picasso)
Pour les articles homonymes, voir La Lecture.
La Lecture est une peinture de l'artiste Pablo Picasso, réalisée le 2 janvier 1932 et conservée dans les collections du musée Picasso à Paris,. Dans la même série d'œuvres datant de janvier 1932, il existe une autre toile de même titre et de même thème mais de dimensions réduites faisant partie d'une collection privée.

## Contexte
En 1926, l'artiste rencontre Marie-Thérèse Walter qui devient sa maîtresse et sa muse quelques années plus tard. Ce n'est qu'en 1930 qu'il se sépare de sa compagne d'alors, Olga Khokhlova et officialise sa liaison avec Marie-Thérèse. Le nouveau couple emménage au château du Boisgeloup où la toile a été peinte. Dès lors, il introduit un nouveau langage pictural dans son travail en s'inspirant de son modèle pour peindre de grands portraits de femmes aux larges courbes au printemps 1932. Marie-Thérèse est toujours représentée sous des formes simplifiées et des volumes arrondis, mais reconnaissable à ses cheveux blonds.

## Description
Marie-Thérèse Walter est représentée assise dans un fauteuil, dans une posture similaire aux portraits classiques. Le regard droit, un livre est posé sur ses genoux.
Un axe vertical sépare le tableau, avec une alternance des nuances violette, verte, rouge et jaune, qui crée un relief dans la confusion des volumes et participe à l'effet vaporeux de la rêverie littéraire. De la confusion des plans, entre le corps, le fauteuil et le cadre transparent, s'opère une fusion des différents éléments du tableau : cette juxtaposition des plans crée une nouvelle perspective, typique de la réinterprétation du cubisme dans les années 1930 dit cubisme synthétique.